# Huertas de Caballar
Las huertas de Caballar son un ecosistema tradicional ubicado en el municipio de Caballar, provincia de Segovia, comunidad autónoma de Castilla y León, país España. Este medio ambiente se compone de huertos de pequeña extensión que suman una superficie total de unas 100 hectáreas de terreno ubicadas en fértiles valles y hondonadas diseminados por el término municipal.

## Historia y cultivos
En el documento de donación que hizo la reina Doña Urraca al Obispo de Segovia, Pedro de Agén, de los terrenos de Caballar y Turégano se mencionan distintos aprovechamientos del territorio que bien podrían compaginarse con una labor de huerta de regadío. Así el texto traducido por Tomás Calleja al castellano indica que la reina cederá a la Mesa Obispal "solares, con sus términos, con sus prados, con sus pastos, con sus montes, con sus fuentes, con sus molinos, con sus pesqueras, con sus árboles frutales y estériles, con sus entradas y salidas..."
Ese aprovechamiento histórico de regadío tradicional queda ratificado en distintas ordenanzas que marcarían el gobierno de la comunidad de regantes, con sus estatutos y normas. 

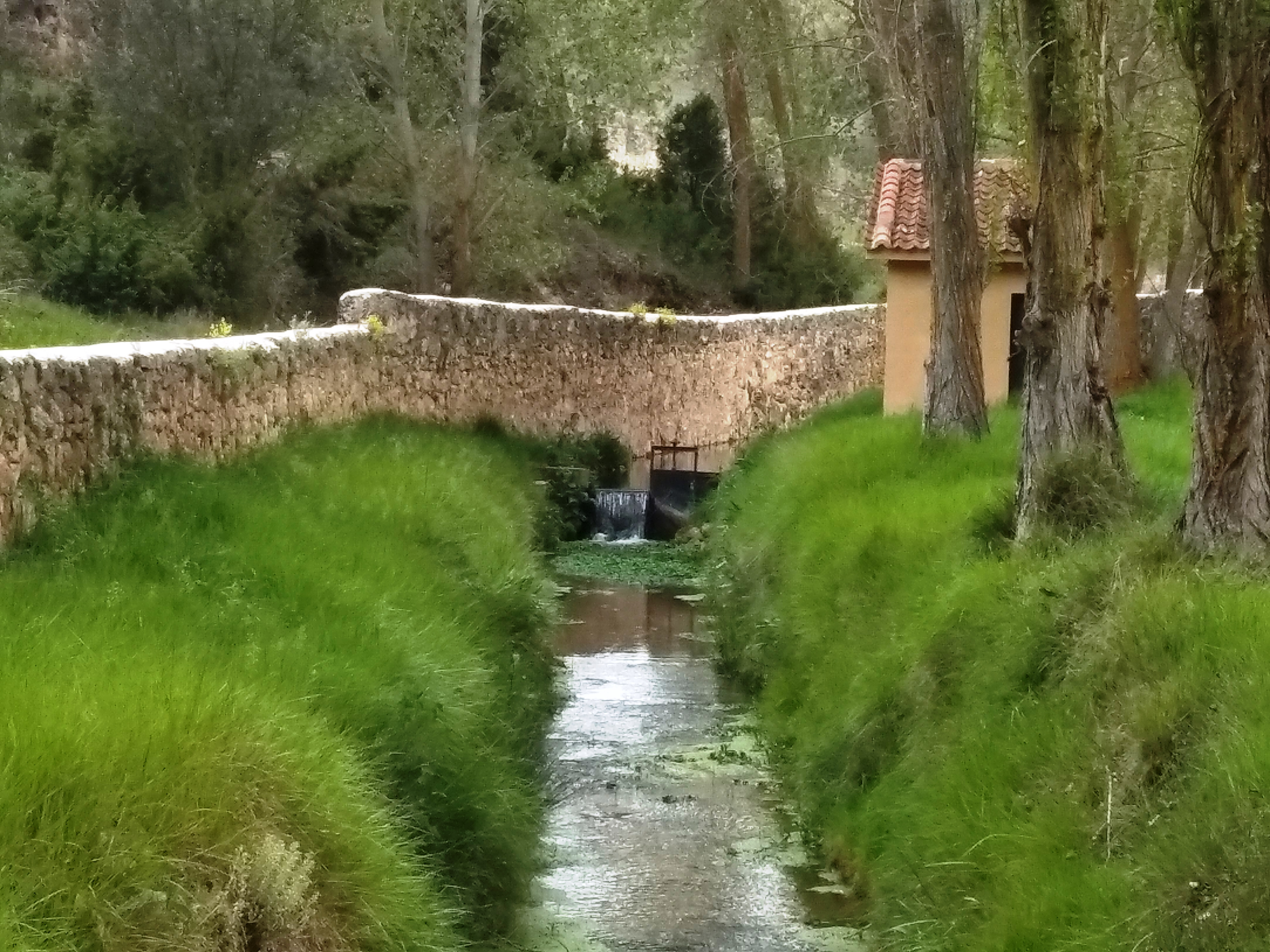
Fuente Fresnera de Caballar (Segovia, España)

El Catastro de Ensenada, recopilado en Caballar el 9 de abril de 1752, se indica que en la jurisdicción de este pueblo hay «huertas de hortaliza, regadías cadañeras que producen cebollas, coles y repollo, que alternativamente se siembran estas de cebada; que también hay huertas de la misma calidad, con árboles frutales, que se siembran de las mismas especies, y alternativamente de cebada; huertas con árboles frutales y suelo poseído que solo se labra por la limpieza de los árboles; tierras de labrantío de secano, que producen a tercer año». También se menciona que hay prados de regadío. Además del cultivo rotativo de cereal y hortaliza, se menciona de entre hortalizas la siembra de berzas; y de entre los árboles frutales la existencia de guindos, cerezos, perales y algunos nogales. Posiblemente en aquel entonces existieran también variantes de ciruelas o manzanas que se conservan en la actualidad.     
En el siglo XVIII, abasteció de fruta a la Corte durante sus estancias en el Real Sitio de San Ildefonso. El economista y viajero Eugenio Larruga describió las huertas de Caballar en 1791 en sus «Memorias políticas y económicas sobre los frutos, comercio, fábricas y minas de España». De ellas escribió lo siguiente:           

«[...] No sucede esto con Caballar, pues son tantas y tan excelentes las fuentes de que abunda, que no solamente dan riego a todos sus huertos, sino que después de reunidas sus aguas, y como a un cuarto de legua del pueblo, hacen andar dos molinos».

Larruga también indica, siguiendo un pensamiento propio del Siglo de las Luces y la primera industrialización, que Caballar debería aprovechar su potencial para acrecentar las cosechas debido a la aceptación y a la demanda que de ellas había en aquel entonces en puntos de venta como Segovia o el Real Sitio de San Ildefonso. También menciona que, entre los productos que se recolectan, están berzas y lombardas.
Antonio Vegas, en su Diccionario geográfico universal (1795), indica que entre los productos de la tierra que se obtienen en este pueblo segoviano están trigo, frutas y legumbres.
El humanista y político natural Sebastián Miñano cita en su Diccionario geográfico-estadístico de España y Portugal (Madrid, 1826) a la vega de Caballar y de entre su producción destaca buenos repollos. Años después, el político navarro Pascual Madoz describe al pueblo de Caballar en su Diccionario geográfico-estadístico-histórico de España y sus posesiones de ultramar. Da cuenta de la importancia de las huertas en la vida del pueblo, teniendo el maestro de primeras letras de la localidad en aquel entonces entre su dotación una huerta de media obrada. También establece la extensión total de las huertas de regadío tradicional en un total de 140 obradas de terreno de primera clase.
El periódico madrileño La España, en su edición del día 20 de diciembre de 1862, indicó lo siguiente sobre las huertas de Caballar: «[...] y con tan rico manantial fue formándose sucesivamente una fértil y extensa ribera de huertas con abundante hortaliza y frutales, cual no hay otra en la provincia de Segovia». La mención en dicho diario da cuenta de la fama nacional de este aprovechamiento del territorio.        
Los productos de las huertas de Caballar tuvieron buena consideración en los mercados provinciales. De hecho, en la tradición oral de la localidad se conserva la siguiente retahíla de enumeración de mercados locales distribuidos por los distintos pueblos: «Lunes, a Riaza; martes, a Pedraza; miércoles, Fuentepelayo; Jueves, a Segovia; viernes, Cantalejo; sábado, Turégano; y domingo, en casa». En el mercado celebrado en Segovia capital el día 7 de noviembre de 1901 la nuez recogida en Caballar (la afamada fue apellidada en la crónica) se pagó a 15 pesetas la fanega, mientras que la de otros lugares de 11'50 a 12'50 pesetas. También se documenta el cultivo de patatas en las huertas de este pueblo segoviano, alcanzando cotizaciones de 1,50 pesetas el kilo bajo la denominación de «patatas de la Sierra». En el siglo XX, además se puede documentar la coliflor como cultivo existente de la localidad.
En la revista Temas de Castilla y León, se menciona dentro del menú de Navidad, junto al capón, al repollo cultivado en las huertas de Caballar «donde las heladas caídas durante los prolegómenos invernales le dan una tersura y sabor exquisito».
La despoblación a causa del Éxodo rural, junto con la atomización de las parcelas, el planteamiento ideológico y económico de los años 50 y 60 del siglo XX para con la España rural, y la baja rentabilidad de los productos obtenidos en los años del desarrollismo, hizo que una parte del terreno se dedicase al aprovechamiento maderero con plantaciones de chopo o que se dejasen de cultivar. En la actualidad, la mayor parte de la extensión de huertas se dedican principalmente al autoconsumo, al cultivo ecológico y a la producción para venta al por mayor de Judión gourmet.

## Geografía
Las huertas de Caballar se encuentran en los valles kársticos trazados por dos arroyos que de sureste a noroeste cruzan el término municipal con dirección al Valle del Duero. Ambos trazados se unen a la altura del pueblo, conformando más superficie de huerta y dando cabida a la dehesa boyal de la localidad. Los terrenos fértiles se generaron por aluvión y sedimentación de distintos materiales; dando en la actualidad un terreno de primera calidad.
La división de la tierra se compone de paralelogramos (cuadrados o rectángulos) de menor o mayor tamaño a ambas vertientes de los arroyos del Horco y de Ventrones. De dichas corrientes de agua, surgen las acequias de regadío que a ambos lados de las mismas diseminan el agua de riego. 
La ubicación de las huertas en el fondo de los valles hace que esta zona, a pesar de participar de un clima mediterráneo continentalizado, disfrute de un microclima en el que tanto heladas invernales como fuertes calores veraniegos se suavizan. Este hecho, junto con la presencia de agua y terrenos fértiles, favorece la vegetación exuberante.

## Hidrografía

### Red de riego
La red de riego de las Huertas de Caballar es de una de las más antiguas de España. Posiblemente, según la descripción que ofrece el documento de donación del territorio de Caballar al obispo de Segovia en 1123, provenga de época musulmana. 
El agua se obtiene de dos fuentes manantiales llamadas Fresnera y Redonda, y es llevado por acequias (llamadas caceras) que transportan el agua por su inercia hasta las huertas a través de ramificaciones de menor entidad.

## Ecología
Esta zona por su riqueza natural está declarada como Zona de Especial Protección para las Aves (ZEPA) y Lugar de Interés Comunitario (LIC) dentro del parque natural «Sierra Norte de Guadarrama».

### Fauna
La biodiversidad derivada del uso histórico del agua y del territorio favorece la presencia de una valiosa fauna. Insectos como libélulas o aves como pájaros carpinteros, rabilargos, jilgueros, lavanderas, petirrojos, alcaudones o collalbas pueden observarse en la zona.

### Flora
Igualmente, la exuberancia de la vegetación es notoria. Árboles como diversas variedades de ciruelos, de manzanos y perales; así como ejemplares de gran tamaño de nogal, de cerezos y de guindos se diseminan por todo el territorio hortícola. En cuanto a los arbustos, cabe destacar la presencia de zarzamoras en las orillas de los caminos. En cuanto a plantas, cabe destacar las plantaciones de hortalizas; así como otras especies de carácter silvestre tales como el llantén. Y por último, el capítulo de vegetación subacuática dentro de los arroyos y acequias entre las que cabe destacar distintas especies de Elatine o algas, entre otras.

## Cultura tradicional

### Arquitectura e ingeniería
Las huertas de Caballar poseen una extensa red de caceras y acequias con las que distribuir el agua; así como dientes de reparto con los que controlar su caudal. Cabe destacar igualmente que la división entre parcelas está realizada con paredes construidas mediante la técnica tradicional de piedra seca, inscrita por la UNESCO inscribe esta práctica en la Lista Representativa de Patrimonio Cultural Inmaterial de la Humanidad en 2018.
Se conserva en las proximidades del barrio de Pavía una poza que se llenaba con agua proveniente de la cacera y que se utilizó, posiblemente, para cocer el lino en otro tiempo y lavar a las ovejas tras el esquileo. 

### Diseño de los terrenos de cultivo
Las huertas de Caballar en activo responden a la descripción que ofrece el Catastro de Ensenada, aunque con la adopción de medidas propias de mecanización de pequeña escala de los trabajos. Quedan huertas que presentan los árboles diseminados, aunque la gran mayoría dejan el espacio arbolado junto a las paredes para aprovechar al máximo el terreno cultivable. 
En cuanto a los trabajos de la tierra se hacen surcos a caracol -como se denominan popularmente-, con fin de aprovechar mejor el terreno y el agua. 

### Toponimia
La toponimia de los distintos parajes incluidos dentro de la demarcación de las Huertas de Caballar es muy amplia y rica. He aquí una selección: Valdesegovia (en el camino a Segovia), Santa Catalina, San Frutos, Fuente Santa, Huerta de Don Antonio, Molinillos, El Poval, La Raíz, Las Pozas.